# Тоња (Фрозиноне)
Тоња је насеље у Италији у округу Фрозиноне, региону Лацио.
Према процени из 2011. у насељу је живело 118 становника. Насеље се налази на надморској висини од 485 м.